# (11667) Testa
(11667) Testa est un astéroïde de la ceinture principale.

## Description
(11667) Testa est un astéroïde de la ceinture principale. Il fut découvert le 19 octobre 1997 à San Marcello Pistoiese par Luciano Tesi et Andrea Boattini. Il présente une orbite caractérisée par un demi-grand axe de 2,32 UA, une excentricité de 0,16 et une inclinaison de 4,8° par rapport à l'écliptique.

## Compléments